# Bonjour, je suis votre tante !
Pour plus de détails, voir Fiche technique et Distribution.
Bonjour, je suis votre tante ! (en russe : Здра́вствуйте, я ва́ша тётя! ou Zdravstvuyte, ya vasha tyotya!) est un téléfilm soviétique en deux parties, réalisé par Viktor Titov, produit par la société de production cinématographique Studio Ekran et diffusé pour la première fois en 1975. Cette comédie loufoque est inspirée par la farce de Brandon Thomas Charley's Aunt (1892). Le film a révélé l'acteur Aleksandr Kaliaguine.

## Fiche technique
- Titre original : Bonjour, je suis votre tante !
- Œuvre originale : Charley's Aunt, Brandon Thomas (traduction: Ilya Rubinstein)
- Production : Studio Ekran
- Réalisation : Viktor Titov
- Scénario : Viktor Titov
- Photographie : Gueorgi Rerberg
- Compositeur : Vladislav Kazenine
- Son : Tatiana Fradis
- Décors : Viktor Petrov
- Habillage : Natalia Kataïeva
- Maquillage : Zinaïda Sourik
- Montage : Tatiana Ivanova
- Genre : comédie, comédie loufoque
- Pays d'origine :  Union soviétique
- Langue originale : russe
- Durée : 98 min.
- Date de première diffusion : 26 décembre 1975

## Distribution
- Aleksandr Kaliaguine : Babbs Babberley
- Armen Djigarkhanian : juge Kriggs (dans Charley's Aunt - Stephen Spettigue)
- Mikhaïl Kozakov : Colonel Sir Francis Chesney, père de Jack Chesney
- Valentin Gaft : Brassett, le valet de Jack Chesney
- Oleg Chklovski : Jack Chesney, fils de Colonel Sir Francis Chesney
- Mikhaïl Lubeznov : Charles Wykeham, le neveu de Donna Rosa
- Tamara Nosova : Donna Rosa d'Alvadorez (dans Charley's Aunt - Donna Lucia)
- Tatiana Vassilieva : Enny (dans Charley's Aunt - Amy Spettigue)
- Galina Orlova : Betty (dans Charley's Aunt - Kitty)
- Tatiana Vedeneïeva : Ela Delahay
- Rogvold Soukhoverko : policier
- Anatoli Malachkine : vendeur de charcuterie
- Nikolaï Taguine : épisode
- Viktor Gaïnov : épisode
- Iouri Prokhorov : épisode